# Symplocos quitensis
Symplocos quitensis är en tvåhjärtbladig växtart. Symplocos quitensis ingår i släktet Symplocos och familjen Symplocaceae.

## Underarter
Arten delas in i följande underarter:
- S. q. boliviana
- S. q. quitensis